# كارلوس إنريكي برادو هيريرا
كارلوس إنريكي برادو هيريرا هو فنان ورسام كوبي، ولد في 1978 في هافانا في كوبا.